# Helen Hellwig
Helen Rebecca Hellwig, zamężna Pouch (ur. w marcu 1874 w Brooklynie, zm. 26 listopada 1960 w Nowym Jorku) – tenisistka amerykańska, zwyciężczyni narodowych mistrzostw USA w grze pojedynczej i podwójnej – turnieju znanego współcześnie jako US Open i mającego charakter wielkoszlemowy.
Sukcesy Hellwig w mistrzostwach USA przypadły na połowę lat 90. XIX wieku. Mistrzostwa kobiece rozgrywano w tym okresie w Filadelfii, a w rundach finałowych obowiązywała zasada best of five, czyli identyczny jak w meczach męskich obowiązek wygrania trzech setów. Zwyciężczyni turnieju przysługiwał w kolejnej edycji przywilej obrony tytułu w jednym spotkaniu (tzw. challenge round) – z wyłonioną w normalnym turnieju pretendentką.
W 1894 praworęczna Hellwig wygrała turniej pretendentek i przystąpiła do challenge round z mistrzynią sprzed roku Aline Terry. Odniosła pięciosetowe zwycięstwo. Dzięki temu rok później sama wystąpiła tylko w meczu o tytuł, tym razem jednak bez powodzenia, zdecydowanie ulegając starszej o rok Juliette Atkinson. Przez kilka kolejnych lat Hellwig była nieobecna na kortach. Wyszła za mąż, by już pod nowym nazwiskiem Pouch osiągnąć w 1907 półfinał mistrzostw USA, a w 1908 ćwierćfinał. Po raz ostatni w turnieju zagrała w 1916 w wieku 42 lat. Bilans jej pojedynków w singlu wyniósł 14 zwycięstw przy 8 porażkach.
Ze wspomnianą Juliette Atkinson Hellwig tworzyła skuteczną parę deblową, która sięgnęła w latach 1894-1895 po dwa tytuły mistrzowskie. Hellwig i Atkinson były pierwszymi zawodniczkami, którym udała się obrona deblowej korony w mistrzostwach USA. W 1894 ich przeciwniczkami były Annabella Wistar i Amy Williams, pokonane 6:4, 8:6, 6:2. Rok później w finale Hellwig i Atkinson pokonały Elisabeth Moore i ponownie Amy Williams, 6:2, 6:2, 12:10. W 1896 w decydującej rozgrywce Hellwig już zabrakło, ale skład finału różnił się nieznacznie od poprzednich lat – wygrały Juliette Atkinson i Elisabeth Moore, pokonując Annabellę Wistar i Amy Williams. Juliette Atkinson dominowała w tym okresie w kobiecym deblu amerykańskim, sięgając w następnych latach po kolejne tytuły w parze z młodszą siostrą Kathleen, Myrtle McAteer czy Marion Jones.

## Występy wchallenge roundwmistrzostwach USA
- 1894 – 7:5, 3:6, 6:0, 3:6, 6:3 z Aline Terry
- 1895 – 4:6, 1:6, 2:6 z Juliette Atkinson

## Osiągnięcia w mistrzostwach USA
- gra pojedyncza – wygrana 1894, finał (challenge round) 1895
- gra podwójna – wygrane 1894, 1895 (obie z Juliette Atkinson)